# Pier Antonio Gambini
Pier Antonio Gambini (27. srpna 1845 – 10. září 1936) byl rakouský právník a politik italské národnosti z Istrie, na konci 19. století poslanec Říšské rady.

## Biografie
Působil jako právník a advokát. Zastával funkci starosty města Koper. V Koperu vydával v letech 1884–1886 italský dvouměsíčník Patria.
V roce 1883 byl také zvolen na Istrijský zemský sněm, kde zastupoval kurii městskou. Mandát zde obhájil v zemských volbách roku 1889.
Byl i poslancem Říšské rady (celostátního parlamentu Předlitavska), kam usedl ve volbách do Říšské rady roku 1897 za kurii velkostatkářskou v Istrii. Ve volebním období 1897–1901 se uvádí jako Dr. Pier Antonio Gambini, advokát a statkář, bytem Poreč.
Ve volbách roku 1897 je uváděn jako italský liberální kandidát.
Zemřel na přelomu února a března 1923 ve věku 82 let.